# Lori (Armenia)
Lori o Lorri (en armenio: Լոռի) fue una antigua ciudad armenia ubicado en el norte de la actual República de Armenia en el marz de Lorri. Fundada a principios del siglo XI, se convirtió en la capital del Reino de Lori en 1050. La ciudad sobrevivió hasta el siglo XVIII antes de entrar en decadencia, por lo que fue abandonada a principios del siglo XX.

## Ubicación
Lori se encuentra en el territorio de la comunidad moderna de Lori Berd («ciudadela de Lorri»), a 5 km al noreste de la ciudad de Estepanavan en el marz de Lori; en la época medieval, pertenecía al cantón de Tashir, en la histórica provincia armenia de Gugark.
Sus ruinas se levantan sobre un promontorio de difícil acceso formado por el río Dzoraget y uno de sus afluentes, el Miskhana.

## Historia
Lori fue fundada entre 1010 y 1020 por David I Anholin, miembro de la rama Bagratuni más joven que gobernó el Reino de Tashir-Dzoraget (entonces Reino de Lori), en su apogeo. Se convirtió en su capital en 1050 bajo el reinado del hijo de David, Kiurike II. Importante centro de comercio y artesanía, que tuvo en el Siglo XIII entre 12 y 15 000 habitantes. Sin embargo, la capital fue saqueada por los selyúcidas en 1105, al mismo tiempo que los monasterios reales de  Haghpat y Sanahin, y fue abandonado en 1113 a favor de Tavush por los hijos del último rey, Kiuriké II.
La ciudad fue ocupada por David IV de Georgia en 1118 o 1123, y se la entregó como feudo a la familia Orbeli, hasta 1176 o 1177: al final de una rebelión de 208 días, pasó a manos de los zakáridos e integrado en la Armenia zakárida. Aunque volvió a la prosperidad, fue saqueada entre 1225 y 1230 por los Jorezmitas de Jalal ad-Din, y luego cayó en 1236 en manos de los mongoles, que también la saquearon.
Para siglo XIV, Lori se incorporó posesiones de los Orbelian de Syunik', antes de ser conquistada en la segunda mitad del siglo XV por Uzún Hasán de la confederación de la Oveja Blanca, que erigió una mezquita; la ciudad, entonces pasó a manos de los otomanos y los safávidas lo largo de los siglos XVI y XVII.
Al final del siglo XVIII, Lori regresó al estatus de ciudad antes de ser abandonado entre 1926 y 1930.

## Ruinas
Las ruinas de la ciudad se extienden sobre un área de 35 hectáreas y fueron excavadas por la Universidad Estatal de Ereván en 1966-1974. Un muro interior de 9 hectáreas contiene su ciudadela.